# 錢人豪
錢人豪（1970年5月19日—）是一位臺灣電影導演。

## 電影作品
- 2007年 《地下秩序》導演、編劇
- 2008年 《鈕扣人》導演、編劇
- 2009年 《愛到底》（監製）九把刀、方文山、黃子佼、陳奕先等四人擔任第一次電影導演作品。
- 2010年 《混混天團》導演、編劇、演員
- 2012年 《Z-108棄城》導演、編劇
- 2014年 《詭鎮》導演、編劇
- 2014年 《屍城》導演、編劇
- 2015年 《全力扣殺》（又名：羽魔球）故事、編劇
- 2017年 《京城81號2》 導演
- 2020年 《海霧》（又名：怒海狂蛛）監製、導演、編劇
- 2024年 《鬼們之蝴蝶大廈》導演、編劇
- 《殊途同歸》導演（籌備中）
- 暗黑三部曲《隧道大逃殺》《無法無天》《沒了道德》（籌備中）

## 電視作品
- 2023年 《孔雀魚》導演、編劇

## 著作
- 《食人獸》
- 《鎮魂歌》
- 《金庸紫牛學》
- 《後黑學》
- 《幹嘛愛上壞男人》（啟思，2007）
- 《就是要當壞男人》（啟思，2008）
- 《男人最愛說的88句謊話！》（啟思，2011）

## 外部連結
- 錢人豪的新浪博客
- 錢人豪在互联网电影资料库（IMDb）上的資料（英文）
- 錢人豪在香港影庫上的簡介
- 錢人豪在台灣電影網上的資料（繁體中文）